# زهير (أسطورة كورا)
زهير هي شخصية متكررة في مسلسل الرسوم المتحركة التلفزيوني على قناة نيكلوديون أسطورة كورا (تكملة لـ آفاتار: أسطورة أنج ). إنه بمثابة الخصم الرئيسي للكتاب الثالث: التغيير ، وأفعاله لها آثار باقية على الصورة الرمزية كورا ومؤامرة المسلسل في الكتاب التالي . تم إنشاء الشخصية بواسطة مايكل دانتي ديمارتينو وبريان كونيتزكو وتم التعبير عنها بواسطة هنري رولينز . لاقت الشخصية استحسان النقاد باعتبارها شريرة معقدة ومخيفة.

## نظرة عامة على الشخصية
ولد ظهير بعد الإبادة الجماعية التي ارتكبتها شركة Air Nomad ونشأ كشخص غير مسخر، وهو شخص لا يمتلك القدرة على التلاعب بأحد العناصر الكلاسيكية. ومع ذلك، فقد أصبح مفتونًا بثقافة Air Nomad وفلسفة ثني الهواء منذ صغره ودرسها بدقة؛ بحلول مرحلة البلوغ، كان واحدًا من الخبراء القلائل في هذا الموضوع خارج أحفاد أفاتار آنج وأتباعًا روحيين متحمسين لجورو لاغيما، وهو مسخر هواء أسطوري حقق قوة الطيران المستقل. وقد جعلته هذه الخبرة على اتصال بفرع من مجتمع اللوتس الأبيض الذي أصبح يعتقد أن الأفاتار يجب أن يعزز الحرية المطلقة، وليس التوازن، كقوة دافعة للسياسة العالمية. قام هذا المجتمع الجديد، اللوتس الأحمر، بجمع أسياد كل عنصر وتآمروا لاختطاف الأفاتار التالي عندما كان رضيعًا ليصبح فلاسفته المرشدين ومدرسيه الماهرين؛ كان زهير عضوًا بارزًا ومرشحًا لتعليم الأفاتار الجديد كيفية ثني الهواء، على الرغم من أنه لم يتمكن من القيام بذلك بنفسه.
بعد فشلهم في محاولتهم اختطاف الأفاتار الجديد، كورا، عندما كان رضيعًا، تم سجن جميع أعضاء اللوتس الأحمر الحاليين في زنزانات مصممة لمنع انحناءهم؛ كان ظهير هو الاستثناء باعتباره غير خاضع للثني، وبدلاً من ذلك تم وضعه في عزلة في سجن متين على قمة جبل. بعد أن قدم أفاتار كورا الحافز للتقارب التوافقي خلال الكتاب الثاني: الأرواح ، الذي ربط العالمين الطبيعي والروحي مباشرة، كان زهير واحدًا من العديد من الأفراد الذين اكتسبوا تلقائيًا القدرة على الانحناء في الهواء. في عزلته، سرعان ما أصبح ماهرًا في التعامل مع العنصر واستخدم قدراته الجديدة في هندسة الهروب. بعد فترة وجيزة، أطلق ظهير سراح كل عضو من أعضاء اللوتس الأحمر في الأسر وأعاد تركيز جهودهم نحو إقناع كورا بالانضمام إليهم والسعي إلى الإطاحة الفوضوية بالممالك الحالية سعياً وراء "الحرية الكاملة" للجميع. لفترة قصيرة، تنكر زهير وانضم إلى Air Nation التي تم إصلاحها حديثًا في محاولة لتحديد موقع Korra؛ خلال هذا الوقت، أثار إعجاب مسخري الهواء الجدد وذوي الخبرة بسهولة، على الرغم من أن هويته تم الكشف عنها في النهاية من خلال قدرته "الطبيعية" ومعرفته بثقافة البدو الهوائية وعدم قدرته على تقديم تفاصيل عن ماضيه، ولم يفلت من القبض عليه إلا بصعوبة.
تمكن زهير من اغتيال ملكة مملكة الأرض وهدد بقتل جميع مسخري الهواء، مما أدى إلى خروج كورا إلى العلن. قبضت عليها زهرة اللوتس الحمراء وأخضعتها لطقوس تسمم منهجية تهدف إلى قطع ارتباطها بـ "حالة الأفاتار" ؛ بمجرد قطعها، كانوا يعتزمون قتل كورا لمنع ولادة أي صور رمزية في المستقبل. لم يصل زهير إلى حد قتلها، وتمكن من إصابة كورا بالشلل الجسدي وتقليل قدراتها بشدة؛ ومع ذلك، حلفاء كورا قاتلوا في النهاية وهزموا أعضاء اللوتس الحمراء لإنقاذها. خلال معركتهم الأخيرة، شهد ظهير وفاة حبيبته بيلي. بينما كان مدمرًا، وصل إلى التنوير في تلك اللحظة ليتخلص من "رباطه الأرضي" ويحقق طيرانًا مستقلاً - أول بندر هواء يفعل ذلك منذ جورو لاغيما قبل أكثر من 1000 عام.
على الرغم من فشل اللوتس الأحمر في مهمتهم وتم قتلهم أو أسرهم مرة أخرى في النهاية، إلا أن زهير ظل له تأثير قوي في حياة كورا، وكانت تكافح نفسيًا للتغلب على هزيمتها وإصابتها بالشلل على أيديهم. لقد احتفظت بخوف شخصي من زهير لعدة سنوات، ولم تجد القدرة على التغلب على هذا الخوف إلا عندما عرض زهير أن يصبح مرشدها في عالم الروح كحليف، ووافق على القيام بذلك فقط لأنه أدرك أن كوفيرا ، الذي تولى مسؤولية مملكة الأرض بعد وفاة الملكة كانت تتعارض مع معتقداته. لاحظت كورا طوال لقاءاتهم أن ظهير خطير جسديًا بسبب مهاراته ولكنه يتميز عن أعدائها الآخرين باعتباره عدوًا جذابًا وصادقًا ومثاليًا بشكل فريد؛ أكثر من أي تحدٍ آخر واجهته، أجبرها زهير على استجواب دورها ونواياها كأفاتار، وبينما كانت واثقة تمامًا من براعتها الجسدية ومهاراتها القتالية، تسببت أسئلته في شكها بنفسها في صميم روحها.
يأتي اسم "زهير" من الجذر العربي ظهر (زهر) المكون من ثلاثة أحرف والذي يشير إلى الدعم والمساعدة والمؤيد.

### الشخصية والخصائص
على عكس الخصوم السابقين، تم تصوير زهير على أنه شرير أكثر تعاطفًا، لأنه لا يرغب في الغزو أو الاضطهاد. بل يريد الحرية للجميع، سواء كانوا بشرًا أو أرواحًا. إنه يعتقد بصدق أنه يقود ثورة ستحقق المساواة للجماهير، مثل آمون إلى حد كبير، ويُنظر إليه على أنه متردد في استخدام القوة المميتة حقًا ما لم يكن ذلك ضروريًا لتحقيق أهدافه. تم تصوير ظهير على أنه على علاقة حب مع صديقته بيلي، التي أنقذها شخصيًا من القهر على يد أمير حرب مجهول، ويتمتع بصداقة قوية مع زملائه أعضاء Red Lotus مينغ هوا وغازان. قبل أن يصل إلى قوة الهواء، أصبح ظهير سيئ السمعة ليس فقط بسبب كفاءته في الفنون القتالية ولكن أيضًا لقدرته على سحر الناس أو التلاعب بهم بكلماته،  مما يجعله خطيرًا مثل زملائه في مجال الانحناء.
على الرغم من سماته الشخصية الخيرة، يظل زهير خصمًا يسعى لاغتيال زعماء العالم. تتطور شخصية زهير على مدار الكتاب الثالث ، حيث تبدأ شخصيته اللطيفة وحسنة النية في التلاشي حيث يصبح البحث عن كورا طويلًا وغير مثمر بشكل متزايد. مع اقتراب نهاية الموسم، يتخلى زهير عن مجاملاته لأنه يهدد Air Nation الجديد بأكمله بالانقراض، ويصبح أكثر حقدًا عند التعامل مع أعدائه أو أسراه. عندما يتم إحباط خططه، يقول بغضب أنه لا يمكن إيقاف مهمة اللوتس الحمراء قبل أن يتم سجنه مرة أخرى. بعد عدة سنوات من السجن، يبدو أن زهير قد تصالح مع سجنه، وكان متحضرًا تمامًا تقريبًا مع كورا عندما زارته في السجن في الكتاب الرابع . أثبت ذكاء زهير أنه حاسم في الخطوة الأخيرة من تعافي كورا، حيث توقفت عن استخدامه كعكاز عاطفي لإلقاء اللوم على تعافيها البطيء وتواجه مخاوفها من لقاءهما الأخير وجهاً لوجه. إنها أيضًا طريقة ظهير للتكفير عن اغتياله لملكة الأرض هو تينغ، والتي سمحت لكوفيرا بالسيطرة على نظام أكثر وحشية بكثير من السابق.
أثناء إنتاج الكتاب الثالث، تلقى كونيتزكو وديمارتينو مكالمة من الممثل هنري رولينز، الذي كان مهتمًا بتولي دور زهير وطرح عدة أسئلة بخصوص الدور قبل الاختبار والتمثيل.  وأشار الاثنان أيضًا إلى أن رولينز أخذ الدور على محمل الجد، وكان في حيرة عندما أخذت الشخصية دورًا كوميديًا أكثر خلال ظهورها في الكتاب الرابع حلقة "ذكريات".  كان زهير على وجه الخصوص الخصم الأول الذي نجا من الموسم الذي كان بمثابة التهديد الأساسي فيه، وهو القرار الذي اتخذه ديمارتينو وكونيتزكو في وقت مبكر حتى يتمكنوا من استخدامه في الموسم الأخير. ذكرت جانيت فارني أنه في حجرة التسجيل الخاصة بحلقة "وَرَاءَ ال الرياح "، سجل رولينز دوره في زاوية مظلمة من الغرفة، مما جعله يبدو مخيفًا لفارني وساعدها عن غير قصد في تصوير خوف كورا من ظهير بدقة. 